# Henry Vianden
Pour les articles homonymes, voir Vianden (homonymie).
Heinrich Vianden, mieux connu sous le nom de Henry Vianden, né à Poppelsdorf (Bonn) le 9 juillet 1814 et mort à Milwaukee le 5 février 1899 , est un lithographe et graveur américain d'origine prussienne. Il est surnommé « The Bear » (« l'ours ») par ses amis et est souvent considéré comme le père de l'art du Wisconsin.

## Biographie
Heinrich Vianden est le seul enfant de peintre en céramique Wilhelm Joseph Vianden (1788-1818) et de son épouse Anna Maria, née Weyh (1788-1866). Il a cinq ans quand son père meurt. À 14 ans, il est apprenti chez un orfèvre. De 1838 à 1841, il étudie à l'Académie royale des beaux-arts de Munich. En 1844, il expose ses peintures pour la première fois à Cologne et poursuit sa formation artistique pendant un an et demi à l'académie des beaux-arts d'Anvers, en Belgique, pays où il collabore avec Frans-Andries Durlet (en). En 1845, il retourne en Allemagne, où il vit à Cologne. En novembre 1848, il épouse Magdalena Krüppel (née en 1811), la fille d'un médecin du village de Zülpich. Ils ont quatre enfants, tous morts en bas âge.
Le couple quitte l'Allemagne en mai 1849 et arrive aux États-Unis le 4 juillet à New York, ville où ils demeurent quelques semaines avant de déménager au Wisconsin, dans la région de Burlington, avant de se fixer en octobre 1849 à Milwaukee où il demande la citoyenneté américaine. Il enseigne la peinture en plein air dans son studio et dans deux écoles privées non confessionnelles, la German-English Academy de Peter Engelmann (en) (aujourd’hui : University School of Milwaukee (en)) et la German, French, and English Academy de Mathilde Franziska Anneke. Certains de ses élèves sont devenus des artistes réputés, comme Carl von Marr, Robert Koehler, Frank Enders (en), Robert Schade (en) et Susan Stuart Frackelton (en). 
Le 5 juin 1860, il quitte sa première femme et retourne en Allemagne. Le 1er novembre 1861, il demande le divorce au tribunal du district de Milwaukeer qu'il obtient le 15 février 1862. En 1867, il épouse sa seconde femme, Fredericka Wollenzien (1837-1897) mais n'ont pas d'enfants. 
Henry Vianden meurt de pleurésie à l'âge de 84 ans.